# Pélage-Adélaïde de Lorimier
 (mai 2019).
Pélage-Adélaïde de Lorimier, né à Carentan le 5 octobre 1784 et mort à Caen le 20 février 1835, est un militaire et homme politique français, député de la Manche.

## Biographie
Issu d'une vieille famille normande, son père est capitaine d'infanterie et chevalier de Saint-Louis. Comme lui, Pélage-Adélaïde de Lorimier, choisit une carrière dans l'armée. Après des études au collège de Vire, puis les études de mathématiques à Caen, il entre à l'École polytechnique en 1804, et à sa sortie devient lieutenant dans le 8e régiment d'artillerie. Il participe aux campagnes de la Grande Armée de 1808 1809 1810, 1813 et 1814, ainsi que sur les côtes de Hollande en 1811. En 1815, il est nommé capitaine en premier au régiment d'artillerie à pied de la garde royale, et obtient le grade de chef de bataillon dans ligne en 1817, restant dans la garde jusqu'en 1830.
Le 11 décembre 1826, il est élu par le 1er arrondissement électoral de la Manche en remplacement de Pierre Yver, mort, et siégeant sur les bancs du centre et vote en faveur du ministère. Battu le 17 novembre 1827 par Paul-Victor-Marin Enouf sur l'arrondissement de Saint-Lô, il est élu une semaine après dans le collège de département et soutient le gouvernement de Charles X. Battu à nouveau le 23 juin 1830 par Enouf, il est élu au grand collège et siège jusqu'à l'année suivante. Admis à la retraite en 1833, et candidat malheureux à la députation saint-loise en 1834, il meurt à Caen, où il s'était installé en famille, 20 février 1835. 
Officier de la légion d'honneur, il était comme son père, chevalier de Saint-Louis.

## Sources
- « Pélage-Adélaïde de Lorimier », dans Adolphe Robert et Gaston Cougny, Dictionnaire des parlementaires français, Edgar Bourloton, 1889-1891 [détail de l’édition]
- Ephrem Houel, « De Lorimier », Annuaire de la Manche, imprimerie Elie et fils, 1836